# Штундель Олександр Рудольфович
Олександр Рудольфович Штундель (1932, місто Маріуполь, тепер Донецької області — вересень 1995, місто Київ) — український радянський державний діяч, заслужений будівельник Української РСР, міністр монтажних і спеціальних будівельних робіт Української РСР.

## Біографія

Могила Олександра Штунделя, Байкове кладовище

Трудову діяльність розпочав у 1952 році майстром заводу металоконструкцій.
У 1957 році закінчив Дніпропетровський інженерно-будівельний інститут, інженер-будівельник. Член КПРС.
У 1958—1963 р. — майстер, виконавець робіт, начальник дільниці спеціалізованого управління № 105 тресту «Запоріжстальконструкція». У 1963—1966 р. — начальник спеціалізованого управління № 107 тресту «Запоріжстальконструкція».
У 1966—1969 р. — головний інженер, а у 1969—1976 р. — керуючий тресту «Криворіжстальконструкція» Дніпропетровської області.
У 1976—1980 р. — начальник головного управління «Укрголовстальконструкція» та член колегії Міністерства монтажних і спеціальних будівельних робіт Української РСР.
У 1980—1984 р. — заступник міністра монтажних і спеціальних будівельних робіт Української РСР.
У 1984 — вересні 1987 р. — 1-й заступник міністра монтажних і спеціальних будівельних робіт Української РСР.
18 вересня 1987 — 1991 р. — міністр монтажних і спеціальних будівельних робіт Української РСР.
Помер у вересні 1995 року в місті Києві. Похований разом з дружиною на Байковому кладовищі (ділянка № 49а).

## Нагороди та звання
- заслужений будівельник Української РСР (1978)